# Kitimat-Stikine
Kitimat-Stikine – dystrykt regionalny w kanadyjskiej prowincji Kolumbia Brytyjska. Siedziba władz znajduje się w mieście Terrace.
Kitimat-Stikine ma 37 361 mieszkańców. Język angielski jest językiem ojczystym dla 85,4%, portugalski dla 2,6%, francuski dla 2,0%, niemiecki dla 1,8% mieszkańców (2011).